# Partido Popular Italiano (1919)
El Partido Popular Italiano (en italiano: Partito Popolare Italiano, PPI) fue un partido político italiano democristiano, inspirado en la doctrina social de la Iglesia.

## Historia
Fue fundado en 1919 por el sacerdote católico Luigi Sturzo con el respaldo del papa Benedicto XV como instrumento de oposición al Partido Socialista Italiano (PSI). Sturzo afirmaba del naciente partido: "El Partido Popular ha sido impulsado por aquellos que vivieron la Acción Católica, pero ha nacido como partido no católico aconfesional, como un partido con un fuerte contenido democrático, y que se inspira en la idealidad cristiana, pero que no toma la religión como elemento de diferenciación política". En las elecciones generales de 1919 el partido obtuvo el 20,5% de los votos y 100 escaños en la Cámara de Diputados, aumentando a 108 escaños en las elecciones de 1921; uno de sus líderes era Alcide de Gasperi.
El partido apoyaba la consecución de varias reformas sociales, como la instauración de un Estado del bienestar, el sufragio femenino o la implantación del sistema de representación proporcional.
En 1921, Sturzo y de Gasperi iniciaron unas relaciones internacionales con partidos similares ideológicamente, reuniéndose con dirigentes de los alemanes Partido de Centro y Partido Popular Bávaro, dando los primeros pasos para crear una internacional de partidos de inspiración cristiana. 
En su momento, el PPI fue el segundo mayor partido político italiano después del PSI. Sus bastiones estaban en el interior del Véneto y el noroeste de Lombardía. En 1919 el partido obtuvo el 42,6% en Véneto (49,4% en Vicenza), el 30,1% en Lombardía (64,3% en Bergamo), el 24,4% en Friuli-Venecia Julia, el 27,3% de las Marcas y el 26,2% en el Lacio, mientras que era mucho más débil en Piamonte y el sur de Italia. 
El PPI se dividió en dos facciones: los "demócratas católicos", favorables a un acuerdo con los socialistas, mientras que los "clericales" moderados apoyaron una alianza con los partidos liberales, lo que finalmente ocurrió; este último grupo incluía a Alcide De Gasperi. Algunos populares participaron en el primer gobierno de Benito Mussolini en 1922, dividiendo al partido entre los favores y desfavorables de ello, uniéndose los primeros finalmente al Partido Nacional Fascista. El PPI fue declarado ilegal por el régimen fascista en 1925; sus líderes fueron encarcelados por éste, buscando refugio muchos en la Ciudad del Vaticano.
La mayoría de los miembros del PPI más tarde formaron parte de la Democracia Cristiana (DC).

## Congresos
Sus dos únicos secretarios generales fueron Sturzo (1919-1923) y De Gasperi (1923-1926)
- I Congreso - Bolonia, 14-16 de junio de 1919
- II Congreso - Nápoles, 8-11 de abril de 1920
- III Congreso - Venecia, 20-23 de octubre de 1921
- IV Congreso - Turin, 12-13 de abril de 1923
- V Congreso - Roma, 28-30 de junio de 1925

## Resultados electorales
| Cámara de Diputados |                |            |         |     |                   |
| Elecciones          | # de votos     | % de votos | Escaños | +/– | Líder             |
| 1919                | 1.167.354 (#2) | 20,5       | 100/508 | –   | Luigi Sturzo      |
| 1921                | 1.347.305 (#2) | 20,4       | 108/535 | 8   | Luigi Sturzo      |
| 1924                | 645.789 (#2)   | 9,0        | 59/535  | 69  | Alcide De Gasperi |